# Boris Elisabeth-Mesnager
Boris Elisabeth-Mesnager, né le 14 mars 1983, à Lyon, dans le Rhône, est un joueur français de basket-ball. Il évolue au poste d'ailier fort.